# Operation Ganymed
Operation Ganymed ist ein deutscher dystopischer Science-Fiction-Film von Rainer Erler aus dem Jahr 1977. Der Film wurde von der Pentagramma im Auftrag des ZDF produziert. Die Erstausstrahlung im Fernsehen war am 11. Dezember 1977. Im Kino lief Operation Ganymed ab 30. Mai 1980. Auf Video erschien er später auch unter dem Titel Helden – Verloren im Staub der Sterne.

## Handlung
Im Jahr 1991 kehren die überlebenden Astronauten einer mehrjährigen internationalen UNO-„Friedensmission“ zur Erde zurück, nur um festzustellen, dass niemand auf ihre Funksignale reagiert.
Ihr Raumschiff Ganymed II war eines von drei Schiffen der Jupitermission. Zwei sind bei einem fehlerhaften Swing-by-Manöver in der Jupiteratmosphäre verglüht, und das verbliebene Schiff hat einen Teil seiner Besatzung während eines vom Kommandanten nicht genehmigten Abstieges zu einem Kratersee auf dem Jupitermond Ganymed verloren. Dennoch ist es der Besatzung gelungen, dort primitives Leben zu entdecken und Proben zu nehmen.
Die letzten Überlebenden – drei Amerikaner, ein Westeuropäer und ein Russe – befinden sich nach über 1500 Tagen im All im Anflug auf eine Erdumlaufbahn. Die Besatzung versucht, den Kontakt mit ihrer Missionskontrolle wieder aufzunehmen, der vor mehr als zweieinhalb Jahren abgerissen war. Dies liegt daran, dass die UNO bereits mehrere Jahre zuvor die Mission offiziell als gescheitert erklärte und somit niemand mit Überlebenden rechnet.
Als die Energie- und Sauerstoffreserven fast aufgebraucht sind, entschließt sich Kommandant Mac zur Notlandung mittels künstlich herbeigeführter Absprengung der Steuerkapsel; der Hauptteil des Raumschiffs bleibt dabei in der Umlaufbahn. Zwar gelingt die Wasserung der Landekapsel im Meer, aber das Rettungsschlauchboot wird an eine menschenleere Küste geschwemmt, hinter der eine wüstenartige Mondlandschaft liegt. Nur mit ihren Notrationen und fast ohne Trinkwasser machen sich die Astronauten auf die Suche nach bewohntem Gebiet. Ihr entbehrungsreicher Marsch führt sie schließlich zu einer verlassenen Ortschaft, wo sie mittels hinterlassener Karten und Zeitungen erschließen können, dass sie sich an der Westküste von Baja California befinden. Zudem finden die anderen vier Astronauten heraus, dass Don in seiner vermeintlichen „Apothekentasche“ tatsächlich Proben aus dem Kratersee mitgeschleppt hat, woraufhin sie ihn misshandeln. Letztlich beschließen sie, zur Straße nach San Diego weiterzugehen, welche sich aber als versandet und offenbar aufgegeben entpuppt. Als sie ein ebenfalls zurückgelassenes Flugzeugwrack finden, keimt in Oss der Verdacht auf, dass die Menschheit vielleicht durch einen Atomkrieg dezimiert wurde und sie in Richtung des niedergegangenen radioaktiven Niederschlags wandern.
Der durch die in den letzten Jahren des Zusammenseins und die vielen negativen Erlebnisse während der Mission bzw. seit der Landung überreizte Amerikaner Doug dreht, von Hitze und Wassermangel gepeinigt, durch und erschlägt den Russen Oss, weil er in seinem Wahn glaubt, dass nur die Russen den Atomkrieg ausgelöst haben könnten. Doug wird daraufhin von Kommandant Mac erschossen. Dieser, bereits am Rande seiner Kräfte, schießt in der folgenden Nacht als verzweifeltes Hoffnungssignal die letzte verbliebene Leuchtrakete ab; am nächsten Morgen stolpert er zufällig über den Exobiologen Don, welcher, etwas abseits des Lagers, im Schlaf von Atomkriegsvisionen gepeinigt wird, und schleppt ihn zurück zum Flugzeugwrack, wo Steve mit den letzten Wasservorräten verblieben war, unterdessen aus Hunger zum Kannibalen wurde und sich an den Leichen der zuvor Getöteten vergangen hat. Als Mac und Don wieder zurückkehren, flüchtet er vor Angst und Scham und wird am nächsten Morgen von ihnen in der Wüste tot aufgefunden. Mac und Don schleppen sich weiter, bis Mac an Entkräftung stirbt. Die Schlussszene zeigt den einzigen Überlebenden der gesamten Mission: Der bereits stark von Dehydratation und Wahnvorstellungen gezeichnete Don stolpert mit letzter Kraft in die Ausläufer eines mexikanischen Slums. Ob seine Wahrnehmung noch intakt ist, bleibt unklar, die so lange mitgeschleppten Kraterseeproben hat er offenbar irgendwo in der Wüste gelassen.

## Sonstiges
Am Anfang des Filmes sieht man Originalbilder von UNO-Generalsekretär Kurt Waldheim in der UNO-Vollversammlung, die eine Schweigeminute für die totgeglaubten Astronauten darstellen sollen. Zudem sind mehrfach Originalaufnahmen von verschiedenen Weltraummissionen und Siegesparaden in den Film geschnitten.
Rainer Erlers Film ist primär nicht als „Weltraumoper“, sondern als Darstellung von Gruppendynamik in einer für alle Beteiligten extrem belastenden Situation zu sehen. Auffallend ist, dass zum Schluss der zwar physisch und mental schwächste, aber auch geistig flexibelste Teilnehmer der Mission überlebt, während alle anderen, die bislang mehr oder weniger strikt nach Vorschrift bzw. Trainingsprogramm agierten, früher als er den „ungeplanten“ Situationen nicht gewachsen waren.

## Kritik
„Science-Fiction-Film, der die Raumfahrt und ihre Helden ihrer Gloriole entkleidet und dazu anregen will, technischen Fortschritt kritischer zu sehen.“

„Die Produktion ist nicht nur spannend erzählt, gut gespielt und befriedigend ausgestattet, sondern regt überdies zum Nachdenken an.“

„Rainer Erler beweist, daß sich Action-Film made in Germany durchaus (an)sehen lassen kann.“

„Operation Ganymed handelt nicht weniger von Vietnam als von Jupitermonden. [Ein] Film über das alte Spiel von Macht, Aggression und Manipulation – und von der Verkehrung wissenschaftlicher Projekte zum Propaganda-Instrument.“

## Auszeichnungen
1978 Bester Science-Fiction-Film des Jahres beim Triester SF-Film-Festival

## DVD-Veröffentlichung
- Operation Ganymed. KNM Home Entertainment 2005